# Mi marido tiene familia
Mi marido tiene familia é uma telenovela mexicana produzida por Juan Osorio para a Televisa e exibida pelo Las Estrellas em duas temporadas, entre 5 de junho de 2017 e 24 de fevereiro de 2019. É uma adaptação da série de televisão sul-coreana My Husband Got a Family.
A trama ao todo conta com as participações de Zuria Vega, Daniel Arenas, Diana Bracho, Arath de la Torre, Susana González, Carmen Salinas, Silvia Pinal e Gabriel Soto nos papeis principais.
A novela abordou temas como feminismo liberal, conservadorismo, liberalismo, homossexualidade, homofobia e adoção, quebrando com o padrão da família tradicional. Ademais, também fomentou a prevenção de acidentes com queimaduras graças ao apoio de Virginia Sendel, presidenta da Fundação Michou y Mau, Instituição de Assistência Privada (IAP) que ajuda crianças mexicanas vítimas de queimaduras.

## Primeira Temporada
A primeira parte da trama foi exibida pelo Las Estrellas de 5 de junho a 22 de outubro de 2017, substituindo El Bienamado e sendo substituída por Papá a toda madre, em 102 capítulos.
É protagonizada por Zuria Vega e Daniel Arenas; co-protagonizada por Laura Vignatti e José Pablo Minor; antagonizada por Lola Merino, Marco Muñoz, Julián Vidal e Marcos Montero. Conta com atuações estelares de René Casados, Gabriela Platas, Jade Fraser, Jessica Coch, Ignacio Casano e Yahir e os primeiros atores Diana Bracho, Silvia Pinal, Rafael Inclán, Olivia Bucio, Luz María Jerez e Regina Orozco; além da participação especial do primeiro ator Eric del Castillo.

## Segunda Temporada
Mi marido tiene más familia (estilizado Mi marido tiene + familia), título que leva a segunda temporada, foi exibida de 9 de julho de 2018 a 24 de fevereiro de 2019,  substituindo Tenías que ser tú e sendo substituída por Silvia, frente a ti, em 167 capítulos.
Esta nova fase é um derivado da telenovela Una familia con suerte, produzida em 2011.
Protagonizada por Zuria Vega e Daniel Arenas; antagonizada por Germán Bracco e Marco Muñoz. Conta com atuações estelares de Arath de la Torre, Susana González, Laura Vignatti, José Pablo Minor, Emilio Osorio, Joaquín Bondoni, Gabriel Soto, René Casados, Gabriela Platas, Jade Fraser, Ignacio Casano, Carla Carrillo, Gonzalo Vega Jr. e Bárbara Islas e os primeiros atores Diana Bracho, Carmen Salinas, Silvia Pinal, Rafael Inclán, Olivia Bucio e Patricio Castillo; além da participação especial de Carlos Bracho e Juan Diego Covarrubias.

## Produção
Em 18 de outubro de 2017, Juan Osorio confirmou a segunda temporada. Posteriormente foi confirmado que a nova temporada levaria o nome "Mi marido tiene más familia".

## Sinopse

### Primeira Temporada
Julieta (Zuria Vega) achou ter encontrado o homem perfeito em Robert (Daniel Arenas), um médico bem sucedido e solidário, que tem um forte atrativo para ela, porque está só no mundo, já que aos quatro anos se perdeu de sua família biológica e terminou sendo adotado por uma família americana com a qual tem una relação bem distante, já que eles vivem nos Estados Unidos. Julieta não deseja conviver com uma família política, muito menos com uma sogra.
Por anos, Julieta viu como sua mãe teve que suportar uma péssima relação com a sogra e suas cunhadas, e escutou histórias de terror de suas amigas sobre a relação com a família política.
Por outro lado, a vida de Robert não foi nada fácil, ele viveu durante um tempo em um orfanato, acreditando que foi abandonado. Depois, foi adotado e o levaram para Nova York onde foi criado com comodidades, sob o nome de Robert, mas carente de carinho, já que seus pais adotivos eram concentrados em seu trabalho e em atender a seus outros filhos.
A relação de Julieta e Robert é o resultado da casualidade mais bonita que a vida os deu. Por toda a vida, Julieta sofreu com o machismo da própria mãe, que dá privilégios aos seus irmãos e faz a filha se sentir obrigada a sustentá-los. Ao encontrar Robert, um homem cavalheiro que não faz distinção de gênero e não se incomoda em que ela trabalhe e seja bem sucedida, ela sentiu que ele era seu refúgio. Já ele, sente que Julieta é a recompensa que a vida lhe deu por tantos anos de solidão que padeceu. Ambos planejam não ter filhos, vivem em uma linda casa e se dedicam um ao outro.
Mas tudo muda quando o destino leva esse casal de namorados a viver ao lado de uma família numerosa, de classe média e muito peculiar: os Córcega, que terminam sendo a verdadeira família de seu futuro esposo, cujo verdadeiro nome é Juan Pablo.
Julieta sabe que ama Juan Pablo, de fato, planejavam se casar em breve, mas a rejeição de sua sogra, as personalidades difíceis de suas cunhadas, e todos os problemas dessa família “que apareceu do nada”, ameaçam a relação com seu príncipe encantado.
Juan Pablo se encontra entre dois polos opostos e poderosos: sua mãe e sua esposa. Juan Pablo terá que aprender a conviver com sua nova família, mas sem descuidar seu namoro e futuro casamento. Julieta e ele chegarão à família Córcega para dar equilíbrio, resolver problemas, devolver a alegria que haviam perdido e ensiná-los importantes lições de vida.
Será o amor o que dará a força necessária a Julieta para se manter junto de Juan Pablo, casar com ele e ao mesmo tempo, casar com toda essa família que a submeterá às mais divertidas, estranhas e inesperadas situações.

### Segunda Temporada
Julieta (Zuria Vega) e Robert (Daniel Arenas) têm que dividir seu tempo entre ser pais, ser filhos, ser irmãos e realizar em seu trabalho, mas acima de tudo não perder sua comunicação como casal. Tudo ficará complicado para Julieta, quando chegar sua nova chefe Susana (Susana González), que enfrentará o dilema de muitas mulheres: equilibrar seu papel de mãe, esposa e profissional. Por sua parte, Robert descobrirá que tem outros parentes, para que a família política de Julieta aumente e também os conflitos com os outros membros da família Córcega.

## Elenco

Zuria Vega interpreta a protagonista Julieta Aguilar Rivera.

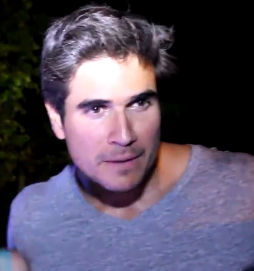
Daniel Arenas interpreta o protagonista Robert Cooper / Juan Pablo Córcega Gómez.

| Zuria Vega                  | Julieta "Julie" Aguilar Rivera de Cooper                  |  |  |
| Daniel Arenas               | Robert Cooper / Juan Pablo Córcega Gómez                  |  |  |
| Diana Bracho                | Blanca Gómez Beltrán de Córcega                           |  |  |
| Silvia Pinal                | Imelda Sierra Calvillo Vda. de Córcega                    |  |  |
| Rafael Inclán               | Eugenio Córcega Sierra                                    |  |  |
| Susana González             | Susana Córcega Díaz de López                              |  |  |
| Arath de la Torre           | Francisco "Pancho" López Fernández                        |  |  |
| Carmen Salinas              | Crisanta "Doña Cris" Díaz de Córcega                      |  |  |
| Gabriel Soto                | Ernesto Rey Bautista / Ernesto Córcega Rey "Neto"         |  |  |
| Laura Vignatti              | Daniela "Dany" Córcega Gómez de Musi                      |  |  |
| José Pablo Minor            | Gabriel "Gabo" Musi Lozano                                |  |  |
| Emilio Osorio               | Aristóteles "Aris" Córcega Castañeda                      |  |  |
| Joaquín Bondoni             | Cuahtémoc "Temo" López Torres                             |  |  |
| René Casados                | Audifaz Córcega Sierra                                    |  |  |
| Gabriela Platas             | Amapola "Polita" Castañeda Barjau de Córcega              |  |  |
| Olivia Bucio                | Catalina Rivera                                           |  |  |
| Marco Muñoz                 | Tulio Córcega Sierra                                      |  |  |
| Jade Fraser                 | Linda Herminia Córcega Gómez                              |  |  |
| Ignacio Casano              | Hugo Aguilar Rivera                                       |  |  |
| Isabella Tena               | Frida Meneses Córcega                                     |  |  |
| Ruy Rodrigo Gaytán          | David Valdez Grillo / David Cooper Aguilar "Dave"         |  |  |
| Bárbara Islas               | Diana Mejía de Aguilar                                    |  |  |
| Regina Orozco               | Amalia Gómez Beltrán                                      |  |  |
| Luis Gerardo Cuburu         | Octavio "Tavo" Carmona                                    |  |  |
| Violeta Isfel               | Clarissa "Clari" Musi Lozano                              |  |  |
| Ana Jimena Villanueva       | Cassandra "Cas" Musi Lozano                               |  |  |
| Gonzalo Vega Jr.            | Axel Legorreta Córcega                                    |  |  |
| Rodrigo "El Canelito" Pérez | Sebastián "Sebas" Legorreta Córcega                       |  |  |
| Marcos Montero              | Ignacio Meneses Noguez                                    |  |  |
| Latin Lover                 | Enzo Leskovar                                             |  |  |
| Jessidey León               | Zenda                                                     |  |  |
| Germán Bracco               | Guido Musi Amadori                                        |  |  |
| Jessica Coch                | Marisol Córcega Gómez                                     |  |  |
| Lola Merino                 | Ana Romano Faisal de Córcega                              |  |  |
| Luz María Jerez             | Belén Gómez Beltrán                                       |  |  |
| Paola Archer                | Eréndira                                                  |  |  |
| Carlos Madrigal             | Vicente Legorreta                                         |  |  |
| Alisson Coronado            | Ana Guadalupe "Lupita" López Treviño                      |  |  |
| Emiliano Vázquez            | Julio López Treviño                                       |  |  |
| Yahir                       | Xavier "Xavi" Galán                                       |  |  |
| Federico Ayos               | Bruno Aguilar Rivera                                      |  |  |
| Patricio Castillo           | Massimo Musi                                              |  |  |
| Carla Carrillo              | Grecia Flores                                             |  |  |
| José Manuel Alanís          | Santiago Rey Castillo / Santiago Córcega Castillo "Santi" |  |  |
| José Pablo Alanís           | Anderson Rey Castillo / Anderson Córcega Castillo "Andy"  |  |  |
| Azul Guaita                 | Yolotl Rey Castillo / Yolotl Córcega Castillo "Yolo"      |  |  |
| Manuel Landeta              | Augusto Musi                                              |  |  |
| Cielo Gatti                 | Blanca "Blanquita" Cooper Aguilar #1                      |  |  |
| Amelia Fortsmann            | Dublê de Blanquita                                        |  |  |
| María Nela Sinisterra       | Luz Tenorio                                               |  |  |
| Pietro Vannucci             | Luigi Capuletti                                           |  |  |
| Juan Vidal                  | Julián Guerra                                             |  |  |
| Oliver Martínez             | Arquímedes "Arqui" Córcega Castañeda                      |  |  |
| Nikolás Caballero           | Diego Ortega                                              |  |  |
| Paola Toyos                 | Begoña Bustamante                                         |  |  |
| Ligia Uriarte               | Daphne Thomas                                             |  |  |
| Eduardo Casas               | Cornelio                                                  |  |  |
| Mauricio Abularach          | Benjamín                                                  |  |  |
| Karla Gómez                 | Ariana Castillo                                           |  |  |
| Arturo Guízar               | Rufo Constantino                                          |  |  |
| Rafael del Villar           | Aurelio                                                   |  |  |
| Ricardo de Pascual          | Dante                                                     |  |  |
| Romina Marcos               | Sasha                                                     |  |  |
| Baltazar Oviedo             | Carmelo                                                   |  |  |
| Anahí Izali                 | Leonor "Leo"                                              |  |  |
| Salvador Ibarra             | Fernando Zaragoza Barrera                                 |  |  |
| Tadeo Bonavides             | Dorian                                                    |  |  |
| Michel López                | Otto                                                      |  |  |
| Yeus del Castillo           | Igor                                                      |  |  |
| Carlos Arteaga              | Lázaro, motorista de Ana                                  |  |  |
| Roberto González            | Lázaro, ajudante de Imelda                                |  |  |
| Paulina de Labra            | Yela Valdez Grillo                                        |  |  |
| Alex Rosguer                | Íker del Río                                              |  |  |
| Susy-Lu                     | Aura                                                      |  |  |
| Santiago Zenteno            | Eduardo Rey                                               |  |  |
| Constansa Frausto           | Gaby                                                      |  |  |
| Kerry Ardra                 | Grace "Gracia" Cooper                                     |  |  |
| Darío Palacio               | Robert "Rob" Cooper (pai)                                 |  |  |
| Alfredo Alfonso             | Ramón                                                     |  |  |
| Sebastián Rivera            | Ben                                                       |  |  |
| Luyani Carazo               | Zacarías "Zac" Oviedo                                     |  |  |
| Yhoana Marell               | Karla                                                     |  |  |
| Alejandro Villeli           | Mestre Kalen                                              |  |  |
| Daniel Berlanga             | Investidor do Cklass                                      |  |  |
| Alex Trujillo               | Maximiliano                                               |  |  |
| Elena Lizárraga             | Camila                                                    |  |  |
| Payín Cejudo                | Genoveva                                                  |  |  |
| Carlos Jaime                | Salomón                                                   |  |  |
| Brenda Báez                 | Brenda                                                    |  |  |
| Álvaro Sagone               | Odiseo                                                    |  |  |
| Frida Cruz                  | María                                                     |  |  |
| Clarissa Rendón             | Mitzi                                                     |  |  |
| Daniel Villar               | Martín                                                    |  |  |
| Harding Junior              | Agente de Miami                                           |  |  |
| Johnny Gerland              | Agente Murphy                                             |  |  |
| David Ortega                | Garçom                                                    |  |  |
| Mario Discua                | Enfermeiro                                                |  |  |
| Pablo Molina                | Treinador                                                 |  |  |
| Pablo Molina                | Pablo                                                     |  |  |
| María Sandoval              | Leola                                                     |  |  |
| Pepe Olivares               | Sixto                                                     |  |  |
| Víctor Alfredo Jiménez      | Monge                                                     |  |  |
| Eduardo Carabajal           | Médico de Axel                                            |  |  |
| Andrea Gio                  | Marsella                                                  |  |  |
| Gloria Calles               | Gloria                                                    |  |  |
| Guadalupe Bolaños           | Marilú Calvillo                                           |  |  |
| Johjan Loyola               | Agente Carlos                                             |  |  |
| Barbara Fava                | Loretta                                                   |  |  |
| Tina Galindo                | Tina                                                      |  |  |
| Mónica Marban               | Mónica                                                    |  |  |
| Mariana Rivera              | Mãe de Enzo                                               |  |  |

### Participações especiais
| Carlos Bracho          | Canuto "Tito" Córcega Paz / Tito Cruz     |  |  |
| Juan Diego Covarrubias | Dr. Carlos Rojas Navarrete                |  |  |
| Cecilia Gabriela       | Dra. Tania                                |  |  |
| Eric del Castillo      | Hugo Aguilar Sr.                          |  |  |
| Silvia Manríquez       | Rebeca Barjau                             |  |  |
| Arsenio Campos         | Dr. Natanael Lisboa de la Fuente          |  |  |
| Mayrín Villanueva      | Rebeca Treviño Garza                      |  |  |
| Humberto Elizondo      | Fantasma do Natal                         |  |  |
| Carlos Ferro           | Modelo                                    |  |  |
| Flor Rubio             | Radialista                                |  |  |
| Santiago Beltrán       | Juan Pablo Córcega Gómez (menino)         |  |  |
| Andrea Portugal        | Blanca Gómez Beltrán de Córcega (jovem)   |  |  |
| Aarón Fonseca          | Eugenio Córcega Sierra (jovem)            |  |  |
| Natalia Madera         | Imelda Sierra Calvillo de Córcega (jovem) |  |  |
| Adina Burak            | Ana Romano Faisal de Córcega (jovem)      |  |  |
| Marjorie de Sousa      | Ela mesma                                 |  |  |
| Alejandra García       | Ela mesma                                 |  |  |
| Dioni González         | Ela mesma                                 |  |  |
| Angelina               | Ela mesma                                 |  |  |
| Los Fontana            | Eles mesmos                               |  |  |
| Pau y Davo             | Eles mesmos                               |  |  |
| Márama                 | Eles mesmos                               |  |  |
| Thaily Amezcua         | Ela mesma                                 |  |  |
| Diego Bollello         | Ele mesmo                                 |  |  |
| Virginia Sendel        | Ela mesma                                 |  |  |

## Audiência

### Primeira Temporada
Estreou com 17.6 pontos. Seu último capítulo, marcou 20 pontos. Terminou com média geral de 20.3, ficando acima da meta. Se tornando um grande êxito na emissora.

### Segunda Temporada
O primeiro capítulo de estreia da segunda temporada foi visto por 3,347 milhões de pessoas, foi o programa de TV mais assistindo da TV aberta, segundo a Nielsen IBOPE México. O último capítulo final foi visto por 3,903 milhões de pessoas.

## Prémios e indicações
| Ano  | Categoria                 | Nomeado (a)                                 | Resultado |
| ---- | ------------------------- | ------------------------------------------- | --------- |
| 2018 | Melhor Telenovela         | Juan Osorio                                 | Nomeado   |
| 2018 | Melhor Guião ou Adaptação | Héctor Forero, Pablo Ferrer e Martha Jurado | Nomeados  |
| 2018 | Melhor Atriz Protagonista | Zuria Vega                                  | Nomeada   |
| 2018 | Melhor Ator Protagonista  | Daniel Arenas                               | Nomeado   |
| 2018 | Melhor Vilã               | Lola Merino                                 | Nomeada   |
| 2018 | Melhor Primeira Atriz     | Silvia Pinal                                | Vencedora |
| 2018 | Melhor Atriz Co-Estrelar  | Diana Bracho                                | Vencedora |
| 2018 | Melhor Ator Co-Estrelar   | Rafael Inclán                               | Nomeado   |
| 2018 | Melhor Atriz Secundária   | Olivia Bucio                                | Nomeada   |
| 2018 | Melhor Direção de Câmaras | Mauricio Manzano e Gilberto Mancín          | Nomeados  |
| 2018 | Melhor Direção de Cenas   | Héctor Bonilla e Aurélio Ávilla             | Nomeados  |
| 2018 | Melhor Elenco             | Juan Osorio                                 | Nomeado   |
| 2018 | Melhor Tema Musical       | "Tú eres la Razón"                          | Nomeado   |